# ایستگاه‌های بانک و مانیمنت
ایستگاه‌های بانک و مانیمنت یکی از ایستگاه متروی لندن است؛ که در خیابان کینگ ویلیام قرار دارد.
این ایستگاه که در سال ۱۸۸۴ تأسیس شده جزئی از خط‌های خط سیرکل، خط مرکزی متروی لندن، خط ناحیه متروی لندن، خط واترلو و سیتی و خط شمالی متروی لندن می‌باشد، همچنین ایستگاه‌های بانک و مانیمنت غربی‌ترین ایستگاه قطار سبک داکلندز نیز می‌باشد.

## نگارخانه

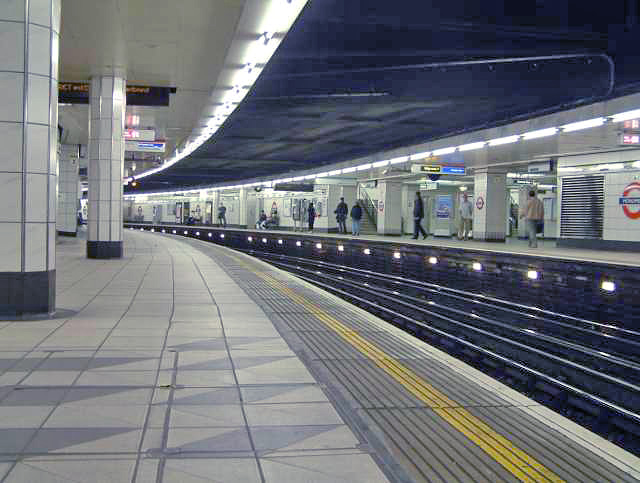
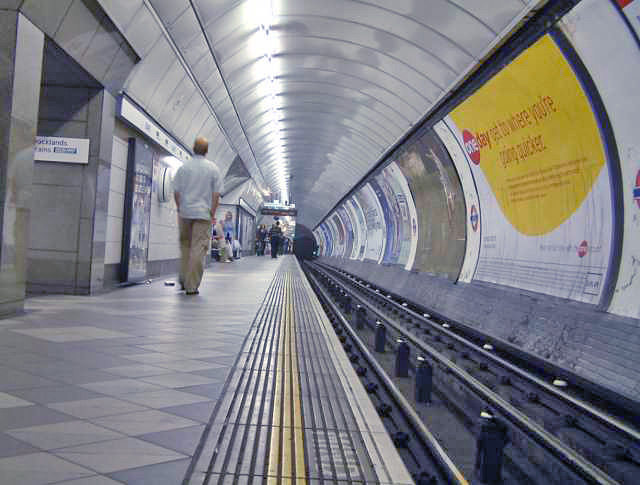
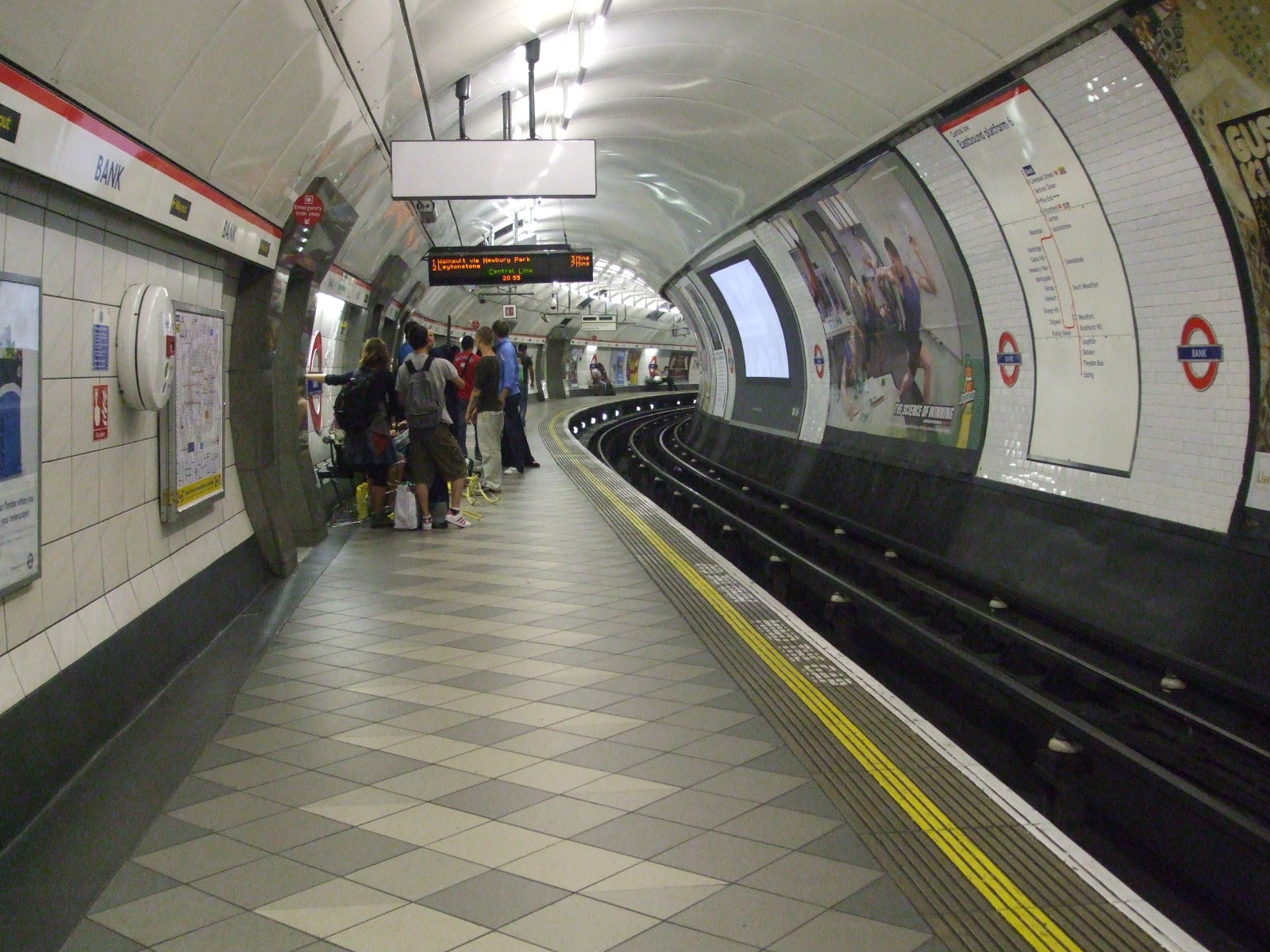
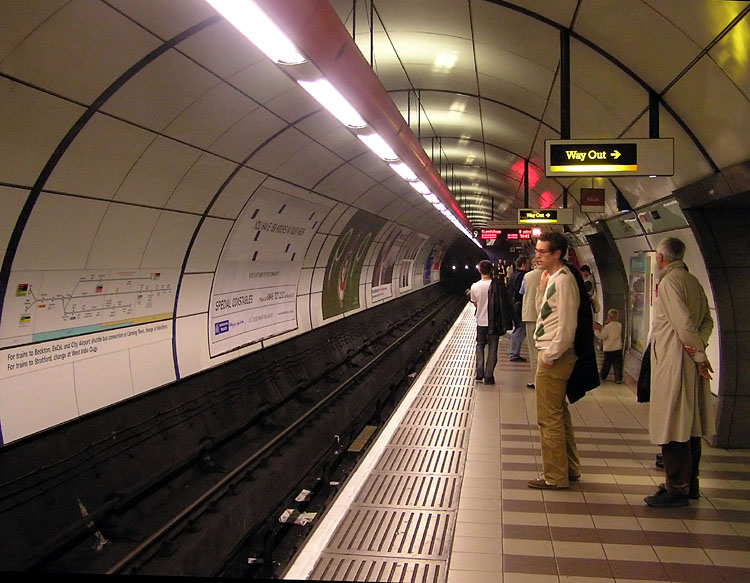
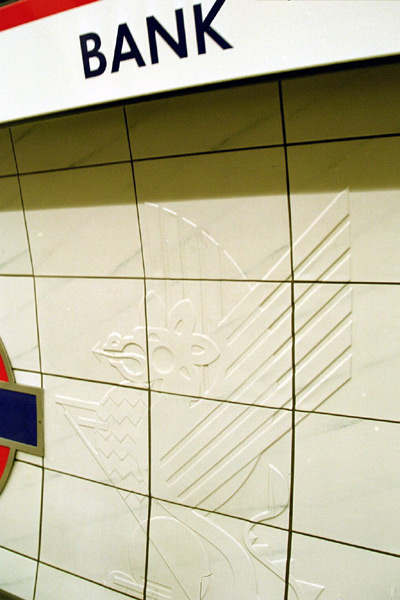
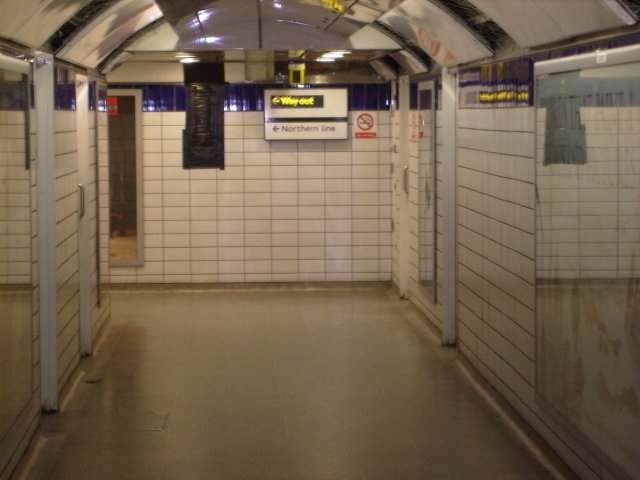
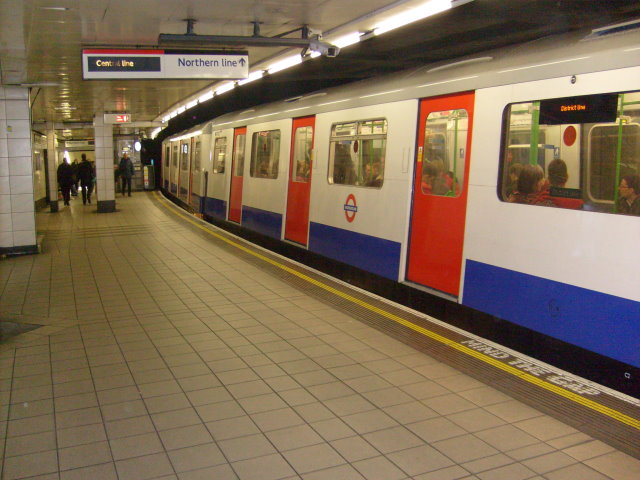
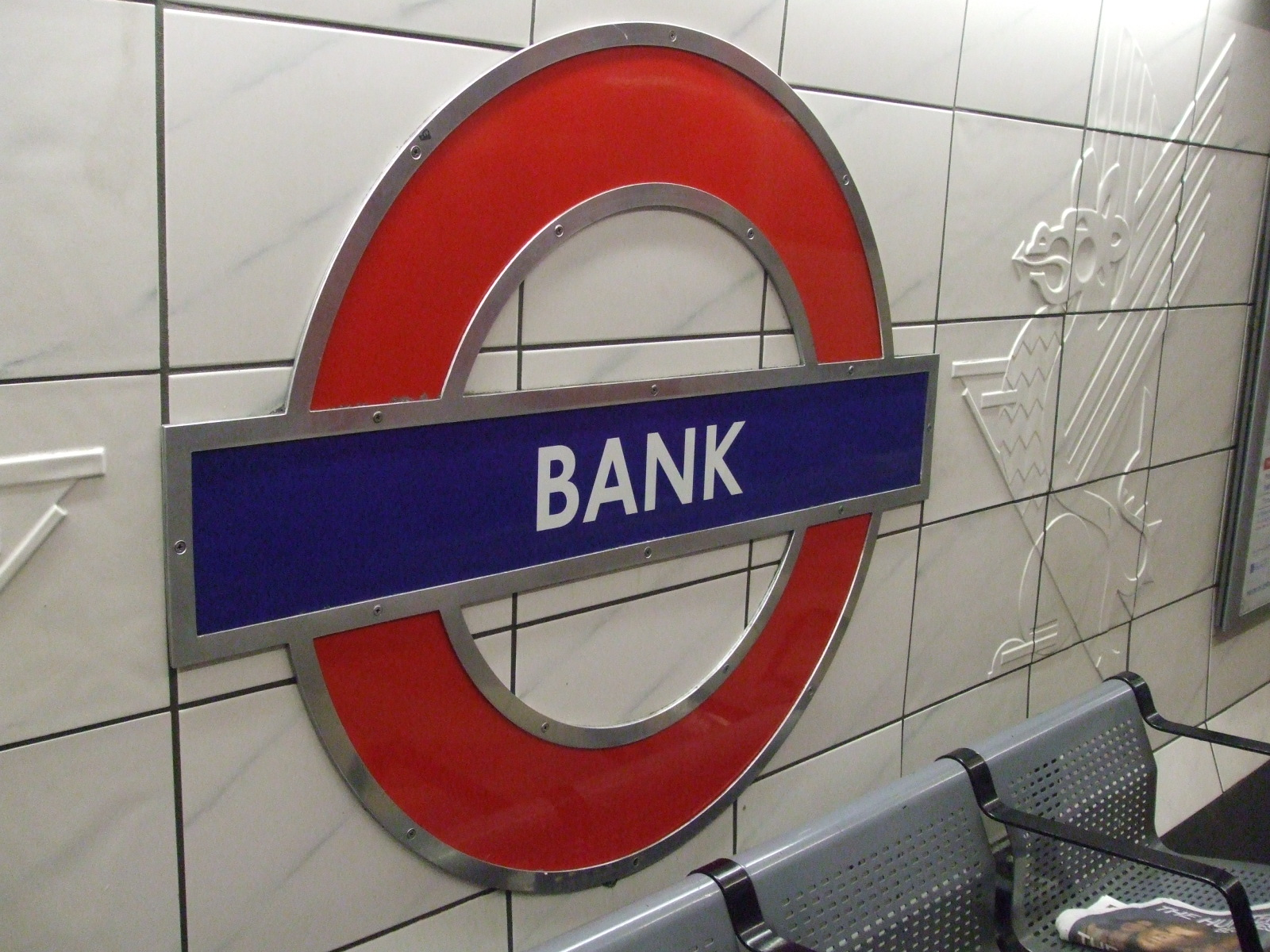